# Дхаулагірі-Гімал
Дхаулагірі-Гімал, Дхаулагірі (англ. Dhaulagiri Himal) — гірський масив в Гімалаях на території Непалу, найвища точка масиву — Дхаулагірі, має висоту 8167 м, що робить її 7-ю найвищою вершиною у світі й одним з 14 «восьмитисячників». Була підкорена 13 травня 1960 року швейцарсько-австрійською експедицією на чолі з Максом Ейзліном.

## Географія
Масив розташований на захід від великого каньйону промитого річкою Калі-Ґандакі, яка відокремлює його від масиву Аннапурна. На півночі Дхаулагірі-Гімал межує з Кандзіроба-Гімаль, Долпо-Гімал та Мустанг-Гімаль (з заходу на схід). Дхаулагірі-Гімал і Мустанг розділені долиною Калі-Гандакі, на північному сході якої виростає Дамодар-Гімал а на сході — масив Аннапурна. На півдні Дхаулагірі-Гімал набагато перевершує порівняно невисокі гори Покхара у непальському Центральному плато.
Найвища вершина масиву — Дхаулагірі знаходиться за 34 км на захід від Аннапурни I. Найменування гори і масиву відображає його зовнішній вигляд. У перекладі з санскриту: धौलागिरी (dhaulagirī) — означає «Біла Гора»: де धवल (dhawala) — означає сліпуча, біла, красива, а गिरि (giri) — гора. Найвища вершина Дхаулагірі, також є найвищою точкою басейну річки Калі-Ґандакі.
Масив піднімається на 7000 м над рівнем долини річки Калі-Ґандакі, при горизонтальній відстані до 30 км на південний схід від найвищої вершини. Південні і західні схили різко піднімаються понад 4000 м.

## Найвищі вершини
Масив Дхаулагірі-Гімал містить більше десятка вершин висотою понад 7000 м, з них чотири самостійні гори висотою понад 7200 м, які входять до «Списоку найвищих вершин світу»:
| № за/п | №[a] НВС | Вершина               | Висота, м | Відносна висота, м | Координати                                                            | Рік підкорення |
| ------ | -------- | --------------------- | --------- | ------------------ | --------------------------------------------------------------------- | -------------- |
| 1      | 7-ме     | Дхаулагірі            | 8167      | 3357               | 28°41′54″ пн. ш. 83°29′15″ сх. д. / 28.69833° пн. ш. 83.48750° сх. д. | 1960           |
| 2      | 30-те    | Дхаулагірі II         | 7751      | 2391               | 28°45′50″ пн. ш. 83°23′15″ сх. д. / 28.76389° пн. ш. 83.38750° сх. д. | 1971           |
| 3      | [b]      | Дхаулагірі III[c]     | 7715      | 135                | 28°45′17″ пн. ш. 83°22′37″ сх. д. / 28.75472° пн. ш. 83.37694° сх. д. | 1973           |
| 4      |          | Дхаулагірі IV         | 7661      | 469                | 28°44′12″ пн. ш. 83°18′52″ сх. д. / 28.73667° пн. ш. 83.31444° сх. д. | 1969           |
| 5      |          | Дхаулагірі V          | 7618      | 340                | 28°44′05″ пн. ш. 83°21′41″ сх. д. / 28.73472° пн. ш. 83.36139° сх. д. | 1975           |
| 6      | 72-ге    | Чурен-Гімал (Головна) | 7385      | 600                | 28°44′06″ пн. ш. 83°12′58″ сх. д. / 28.73500° пн. ш. 83.21611° сх. д. | 1970           |
| 7      |          | Чурен-Гімал (Східна)  | 7371      | 150                | 28°44′33″ пн. ш. 83°13′51″ сх. д. / 28.74250° пн. ш. 83.23083° сх. д. | 1970           |
| 8      |          | Чурен-Гімал (Західна) | 7371      | 70                 | 28°43′55″ пн. ш. 83°12′45″ сх. д. / 28.73194° пн. ш. 83.21250° сх. д. | 1970           |
| 9      |          | Дхаулагірі VI         | 7268      | 453                | 28°42′30″ пн. ш. 83°16′32″ сх. д. / 28.70833° пн. ш. 83.27556° сх. д. | 1970           |
| 10     | 95-те    | Пута-Гюнчулі (Дх VII) | 7246      | 1151               | 28°44′50″ пн. ш. 83°08′55″ сх. д. / 28.74722° пн. ш. 83.14861° сх. д. | 1954           |
| 11     |          | Гур'я-Гімал           | 7193      | 500                | 28°40′26″ пн. ш. 83°16′37″ сх. д. / 28.67389° пн. ш. 83.27694° сх. д. | 1969           |
| 12     |          | Фалс-Юнктайн-Пік      | 7150      | 400                | 28°43′00″ пн. ш. 83°16′38″ сх. д. / 28.71667° пн. ш. 83.27722° сх. д. | 1970           |
| 13     |          | Юнктайн-Пік           | 7108      | 20                 | 28°43′19″ пн. ш. 83°16′38″ сх. д. / 28.72194° пн. ш. 83.27722° сх. д. | 1972           |
| 14     |          | Пік Тукуч             | 6920      | 1043               | 28°44′46″ пн. ш. 83°33′32″ сх. д. / 28.74611° пн. ш. 83.55889° сх. д. | 1969           |
| 15     |          | Ґустанг               | 6529      | 493                | 28°40′48″ пн. ш. 83°14′43″ сх. д. / 28.68000° пн. ш. 83.24528° сх. д. | 1962           |
| 16     |          | Пік-Гавлей            | 6182      | 350                | 28°46′33″ пн. ш. 83°11′45″ сх. д. / 28.77583° пн. ш. 83.19583° сх. д. | 2008           |
| 17     |          | Гюнчулі-Патан         | 5911      | 1310               | 28°49′39″ пн. ш. 82°37′1″ сх. д. / 28.82750° пн. ш. 82.61694° сх. д.  | 2013           |

### Зауваги
- a  Номер місця вершини у «Списку найвищих вершин світу».
- b  Вершини без номера місця у «Списку найвищих вершин світу» мають відносну висоту менше 500 м, і не є самостійними вершинами, а відносяться до масиву найближчої вищої вершини, або мають висоту менше 7200 м, тому не входять до цього списку.
- c  Курсивом — вказані вершини, з відносною висотою менше 500 м.

### Дослідження та підкорення
У 1808 році, дослідники масиву обчислили висоту гори Дхаулагірі, як найвищої вершини світу. Це твердження проіснувало до 1838 року, коли дослідники прийшли до висновку, що Канченджанґа найвища вершина світу, а потім у 1858 році остаточно, найвищою вершиною світу була признана гора Еверест.
Більшість сходжень, в тому числі маршрут першого сходження, були виконані північно-східним гребенем.
У 1950 році була здійснена спроба французької експедиції під керівництвом Моріса Ерцога підкорити найвищу вершину масиву — Дхаулагірі. Проте учасники експедиції не знайшли зручного шляху для сходження і вирішили підкорити Аннапурну.
У 1953—1958 роках — п'ять експедицій безуспішно намагаються підкорити вершину по північному схилу.
1959 року — австрійська експедиція, яку очолює Фріц Моравець, робить першу спробу підкорити вершину по північно-східному гребню.
І тільки 1960 року — швейцарсько-австрійська експедиція під керівництвом Макса Ейзлінома, виконує успішний підйом 13 травня групою альпіністів у складі Курта Дімбергера, Петера Дінера, Ернста Форера, Альбіна Шелберта, шерпів Наванг та Ньїма Дорджі з базового табору на висоті 7800 м.
21 січня 1985 року — класичним маршрутом північно-східним гребенем, перше успішне зимове сходження, без кисню, здійснила польська експедиція у складі Єжи Кукучки та Анджея Чокома на найвищу вершину масиву.
Інші найвищі вершини масиву були підкорені протягом 1962—2013 років (див. таблицю розділу «Найвищі вершини»).

## Галерея

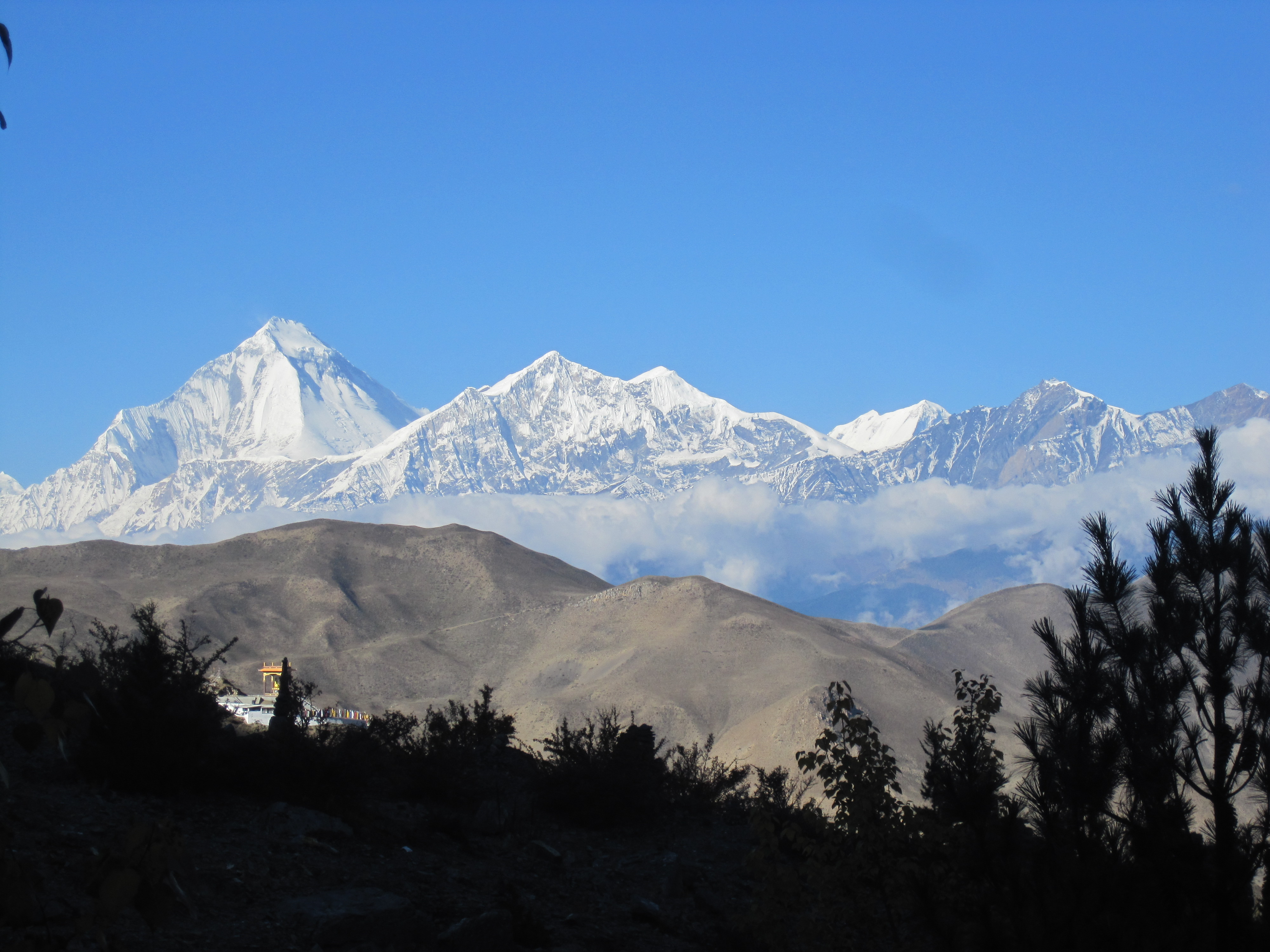
Дхаулагірі (ліворуч), Пік Тукуч (в центрі). Вид з регіону Муктинат.
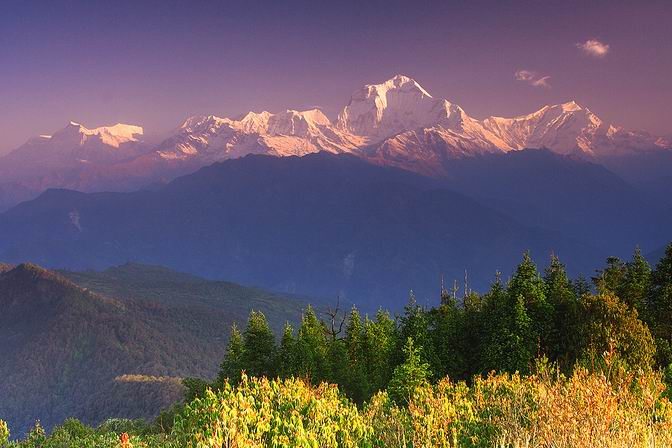
Дхаулагірі-Гімал, вид з Пун-Гілл. Захід сонця
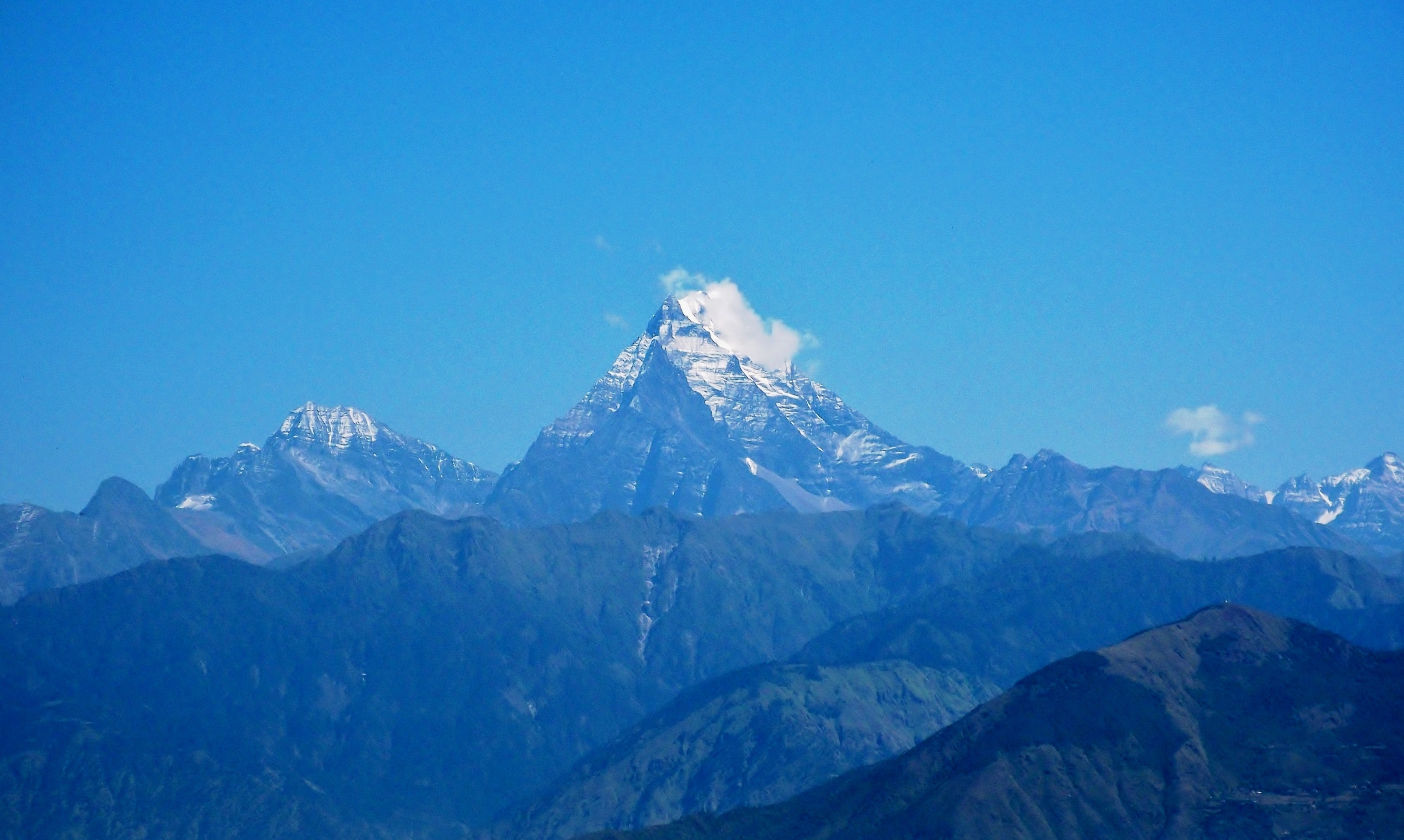
Гора Сейсні (в центрі)
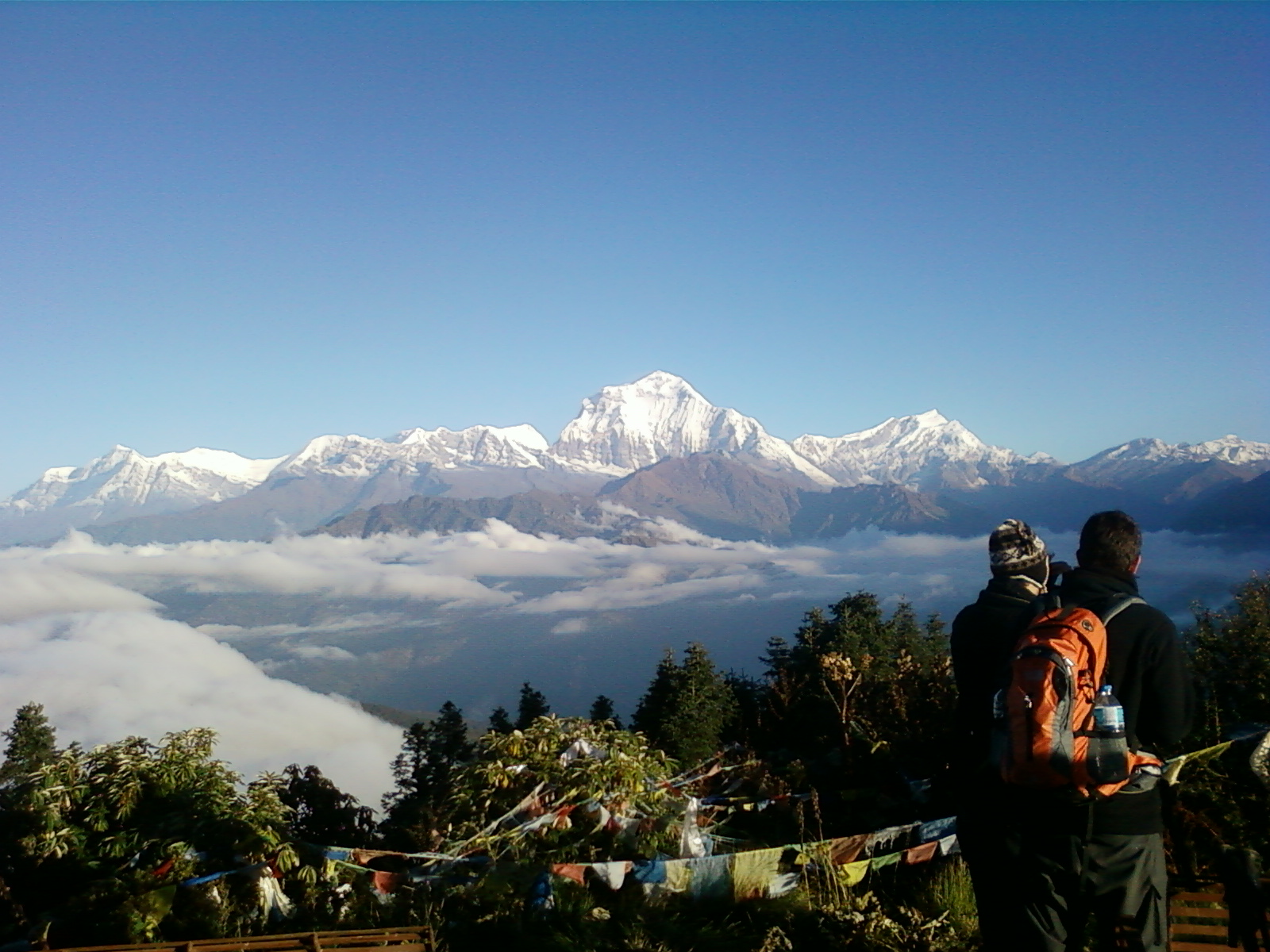
Вид з гори Пун-Гілл на Дхаулагірі-Гімал